# Axel Kulle (Maler, 1846)

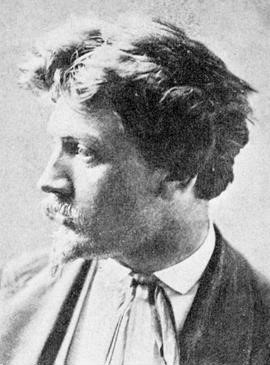
Axel Kulle, Foto

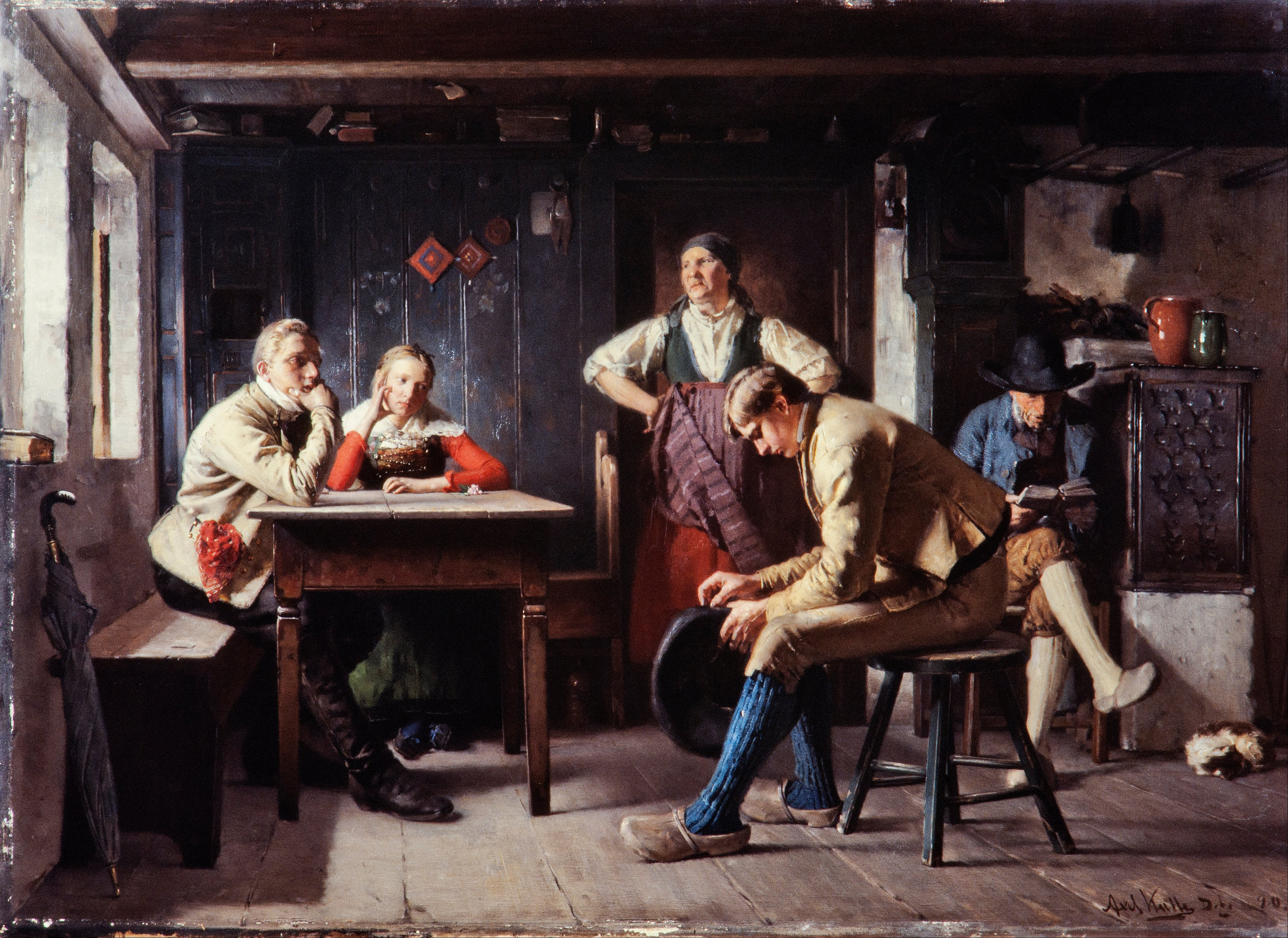
Die Brautwerbung (Die Rivalen), 1880 oder 1881

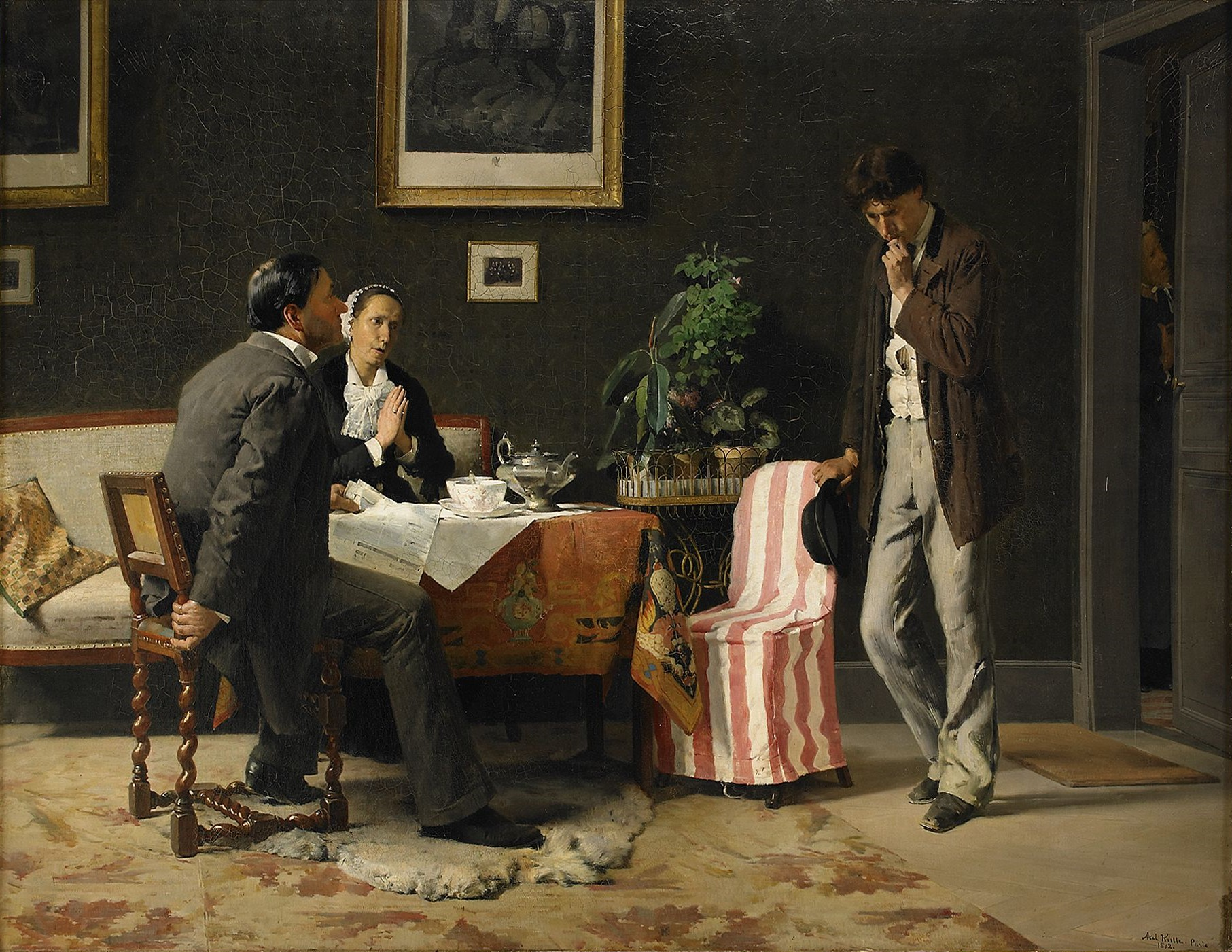
Die Rückkehr des verlorenen Sohns, 1882

Henrik Axel Kulle (* 22. März 1846 in Lund; † 27. Februar 1908 in Stockholm) war ein schwedischer Maler. Er war der Bruder der Maler Nils Jakob Kulle (1838–1898) und Sven Servatius Kulle (1860–1945).

## Künstlerischer Werdegang
Nach einem Studium an der Kunstakademie Stockholm (1865–1872) und einer Rückkehr nach Lund (1873) nahm er von 1875 bis 1880 Privatunterricht bei Ferdinand Fagerlin in Düsseldorf. Fagerlin war ein ebenfalls schwedischen Maler, der von 1854 bis 1855 bei Karl Ferdinand Sohn an der Kunstakademie Düsseldorf Malerei studiert und sich nach einem Aufenthalt im Atelier von Thomas Couture in Paris permanent in Düsseldorf niedergelassen hatte.
Dort wurde Kulle von der Genremalerei der Düsseldorfer Malerschule beeinflusst, insbesondere von der Milieuschilderung in der Tradition Johann Peter Hasenclevers, was etwa an seinem narrativen Gruppenbildnis Der Kirchenvorstand (Motiv aus Deutschland) aus dem Jahr 1877 deutlich wird.
Auf der Grundlage eines Stipendiums hielt sich Kulle von 1880 bis 1883 zu weiteren Studien in Paris auf, wo er sich auch der Freilichtmalerei zuwandte. Hier entstand 1882 sein Bild Die Rückkehr des verlorenen Sohns.
Zurückgekehrt nach Schweden setzte Kulle, der bis zum Lebensende unverheiratet blieb, seine Malerei in den Bereichen Genre und Landschaft, oft mit Motiven aus Schonen, Porträts und Stillleben fort. Von 1885 bis 1891 gab er in Stockholm Privatunterricht in Malerei und Zeichnung. An der Kunstakademie Stockholm lehrte Kulle von 1887 bis 1891.

## Werke (Auswahl)
- Das Telegramm (1876)
- Der Kirchenvorstand (Motiv aus Deutschland) (1877)
- Die Brautwerbung (Die Rivalen) (1880 oder 1881)
- Die Rückkehr des verlorenen Sohns (1882)
- Fischermädchen in Schonen (1884)